# Николин, Виктор Владимирович
Ви́ктор Влади́мирович Нико́лин (род. 25 ноября 1957, РСФСР, СССР) — советский и российский философ

, педагог, общественный деятель, специалист в области информатики и культурологии. Доктор философских наук (2002), профессор. Автор более тридцати философских трудов, в которые входит серия работ по осмыслению русского антропологического проекта. Общественная деятельность направлена на привлечение внимания государства и общества к проблемам современного образования.

## Биография
Родился 25 ноября 1957 года в Омске.
В 1975 году окончил школу № 18.
В 1980 году окончил Омский политехнический институт по специальности «вычислительные машины, инженер-системотехник». 
В 1980–1983 годы работал в Петропавловске, Казахстан, на заводе имени В. И. Ленина.
В 1986 годы окончил философскую аспирантуру Уральского государственного университета и защитил диссертации на соискание учёной степени кандидат философских наук по теме «Категория всеобщего труда в работах К. Маркса. Методологический аспект». 
В 1985–1997 годы — директор и научный руководитель авторской семейной школы № 222 при Октябрьском РОНО г. Свердловска (Екатеринбург). 
С 1998 года — доцент, затем профессор кафедры философии Омского государственного педагогического университета.
В 2002 году окончил докторантуру по философии в ОмГПУ и там же защитил диссертацию на соискание учёной степени доктора философских наук по теме «Машинность как всеобщий принцип воспроизводства: Онтологический аспект экспансии машины в немашинные сферы бытия» (специальность 09.00.01 — онтология и теория познания).

## Научная деятельность
Философия техники
Стадии замены человека машиной: механизация, когда человек прототип технического средства, автоматизация, когда прототипом становится природный процесс и сериация, когда прототипом становится симулякр. Первая стадия сохраняет антропоморфность и человеческие смыслы, но их формализует; вторая устраняет воздействие и бытие человека из производства; третья, агрессивно подменяет в самом человеке человеческое. Машины, возникающие путём замены определённых способностей человека, развиваются в следующем порядке, в XIV в. преобладание развития двигательной машины, с XVI — энергетической, с XVIII — передаточной, с сер. XX в. — управляющей. В настоящее время идёт четвертая технологическая революция, или информационная, связанная с передачей машине инсайта и комбинаторного творчества, созданием творческого звена машины, после чего машина вполне может стать автономной системой существования, не нуждающейся в человеке. В этой системе человеку уготовлено место винтика и части, подчиненной дисциплине машины, хотя он может создавать иррациональное, выходящее и превосходящее машинное.
Философия сказки
Выработано своё понимание смысла сказки и её участие в воспроизводстве архаичной и современной культуры, своя классификация сказки по типам возрастных сюжетов. Выделены возраста: дитя, парень, мужик и старик, и четыре потусторонних возраста, у каждого свои сказки и цели, свое пространство, помощники, ритуалы, которые сохранила сказка. Она показывает, как менялась языческая культура, какие цели в отношении к возрасту ставила. Показано, что возрастная структура общества самая близкая к природе и подлинному бытию человека. Например, в результате анализа сказки «семеро козлят» дается ответ, почему они козлята, почему их семеро, почему козы не бывает дома, почему волк поймал всех козлят, кроме того, который спрятался в печке, почему козлята живыми выскакивают из его живота, когда он прыгает через костер. То есть, становятся видимыми смыслы возрастного ритуала инициации, спрятанного в сказке.
Русский антропологический проект
Автором написано свыше 20 проектов. Исследование идет путём герменевтического погружения в авторское пространство и творчество писателя или мыслителя, преимущественно русского (А. С. Пушкина, М. Ю. Лермонтова, П. Я. Чаадаев, А. С. Хомяков, Вл. Соловьёва, Льва Толстого и других. Николин исследует философские труды не только русских но и западных авторов. В сферу его интересов включены: Фридрих Ницше, Жан-Поль Сартр, Жиль Делёз, Жан Бодрийяр, Жан-Франсуа Лиотар, Ален Бадью, Французская постфеноменология, Юрген Хабермас, Мартин Хайдеггер и другие, а также Аристотель, Платон, Плотин, ранее православие, восточные мыслители. Обобщением исследований в области русского антропологического проекта является разработка специфической концепции алгоритма развития цивилизации, аналогичной той, которую представлял Л. Н. Гумилёв, но адаптированная к современной России.

## Педагогика
Идеи, изложенные в статьях и книгах Виктора Николина, позволяют сделать процесс обучения более эффективным. В них исследуются такие понятия, как нормы, присутствующие в семье; тип интереса; коллективное воспитание; знания делится в соответствии с вопросами «что», «как» и «кто»; они получают информационную и методологическую направленность. Выработана система тройного погружения: вначале дается картина мира науки и стиль научного мышления, после чего ребенок получает видимое представление о единстве научной отрасли знания. Во втором погружении дети, под руководством другого учителя, готовят самостоятельно разделы и докладывают на конференциях друг другу о своих находках, что расширяет субъективный профиль знания и памяти. На третьем этапе они учатся презентации и сдаче экзамена. Эта методика позволяет говорить об индивидуальном обучении и развитии самообучения у детей, что существенно усиливает творческий и волевой потенциал их личности, позволяет ускорить обучение, сокращая его на три года и повышая его качество.

## Научные труды
1. Волшебная сказка: исследование воспроизводства культуры. — Екатеринбург, 2000. — ISBN 5-7385-0054-7
2. Философия образования. — ОмГПУ, 2010. — ISBN 5-8268-0394-5
3. Немецкая классическая философия. Кант. Фихте. Шеллинг. — ОмГПУ, 2009. — ISBN 978-5-8268-1382-9
4. Немецкая классическая философия. Гегель. Маркс. — ОмГПУ, 2011;
5. Сериация в рекламе, кино и фантастике. — И. П. Загурский С. В., 2016. — ISBN 978-5-903118-69-4
6. Философия техники: машинность и мегамашинность. — ОмГПУ, 2010.— ISBN 5-8453-0040-1
7. Время и феномен бытия человека. (с О. И. Николиной) — ОмГПУ, 2014.— ISBN 978-5-8268-1857-2
8. Русский проект: Пушкин, Хомяков, Вл. Соловьёв. — ОмГПУ, 2010;
9. Русский антропологический проект: Тургенев, Толстой. — ОмГПУ, 2008. — ISBN 5-85540-559-1.
10. Пятикнижие Ф. М. Достоевского. — И. П. Шелудниченко А. В., 2016. — ISBN 978-5-9909044-1-5
11. Русский антропологический проект: критика русского разума С. Н. Булгакова. — И. П. Загурский С. В. — 2016;
12. Русский антропологический проект: всеединство и теократия Владимира Соловьёва. — И. П. Шелудивченко А. В., — 2017— ISBN 978-5-9909044-3-9
13. Философия текста.
14. Фантастика: диалог научного и обыденного. 2016. — 441 с.
15. Традиция в пьесах А. Н. Островского. 2017. ‑ 410 с.
16. «Обломовщина». Крах дворянского рода Вс. С. Соловьёв. 2018. — 428 с.
17. Русская почва. 2018. — 461 с.
18. Критика. Грибоедов, Белинский, Герцен, Чернышевский. 2019. — 256 с.
19. Поиск единицы антропной цивилизации. 2018—473 с.
20. Антропология цивилизаций. Рим. Византия. Греция. 2018. — 464 с.
21. Человек в Древней Греции. Эпос и трагедия. 2017. — 452 с.
22. Человек в Древней Греции. Четыре причины Аристотеля. 2018. — 489 с.
23. Человек в Древней Греции. Платон и философия. 2020. — 96 с.
24. Проект человека в раннем православии. 2020. — 482 с.
25. Человек рассудка и феномена. 2020. — 418 с. (с И. В. Николиным)
26. Вечное возвращение и сверхчеловек Ф. Ницше. 2019. — 474 с.
27. Осмысление модерна: Ю. Хабермас. 2019. — 415 с. (с И. В. Николиным)
28. Экзистенциальный проект Ж.-П. Сартра. 2020. — 482 с.
29. Французский постмодернизм: Бодрийяр, Бадью, Лиотар. 2020. — 471 с.
30. Французская философия 2 пол XX в. Феноменология. 2020. — 425 с.
31. Французский постмодернизм: Делез. 2020. — 200 с.
32. Философия Франции: Структурализм, психоанализ. — 121 с.
33. Философия гуманитарных и социальных наук. 2020. — 452 с.
34. Символизм 1: До революции. 1: Блок, Гумилев. 2029. — 423 с.